# Gall fer comú
El gall fer, gall de bosc o gall salvatge, també conegut com a indiot salvatge (Tetrao urogallus), és un rar i esquerp tetraònid, i el més gros dels gal·linacis dels Països Catalans. És nadiu d'Albània, Andorra, Àustria, Bielorússia, Bòsnia i Herzegovina, Bulgària, la Xina, Croàcia, Txèquia, Estònia, Finlàndia, la França, Alemanya, Grècia, Itàlia, el Kazakhstan, Letònia, Liechtenstein, Lituània, Macedònia, Mongòlia, Montenegro, Noruega, Polònia, Romania, Rússia, Sèrbia, Eslovàquia, Eslovènia, la península Ibèrica, Suècia, Suïssa i Ucraïna. És itinerant a Dinamarca, extint a Irlanda i reintroduït a la Gran Bretanya.

## Morfologia
El gall fer és un ocell gros amb el cos arrodonit, ales amples i cua llarga. Tenen un elevat dimorfisme sexual: El mascle és més gran (entre 3 i 4 kg de pes) que la femella. Mostra un color negrós, encara que les ales són marronoses i presenta tonalitats irisades verdes i blavisses en el coll i el pit. Alguns trets característics del mascle són les carúncules (una excrescència carnosa sense plomes de color vermell) que exhibeix per sobre de l'ull, més conspícues durant l'època de zel, les taques blanques a l'altura de les espatlles, el bec de color blanc d’ivori i la cua (amb petites taques blanques) que exhibeix oberta durant l’època de zel.
La femella és clarament diferent: el seu plomatge, amb tonalitats marronoses, és molt críptic i li permet passar desapercebuda durant l’època d'incubació. les seues dimensions són més reduïdes (al voltant de 1,5 kg). Vista de prop, destaca una taca taronja al pit i també es pot observar la carúncula roja sobre l’ull, típica dels tetraònids.
Les races que viuen als Països Catalans (Tetrao urogallus aquitanicus) o a la zona cantàbrica (Tetrao urogallus cantabricus) ocupen la zona més meridional de la seva àrea de distribució mundial com a espècie. Són lleugerament diferents dels galls fers d'altres indrets.

## Hàbitat i ecologia
És sedentari i local en els boscos subalpins de coníferes d'alguns indrets del nord del Principat de Catalunya. Sovinteja en els boscos de pi negre, pi roig i avets, amb sotabosc de neret, nabiu, boixerola i ginebró, ja que es nodreix de brots de fulles i de fruits d'aquests vegetals. A l'hivern, quan no hi ha res més, ha d'alimentar-se de fulles de pi (folífag), una alimentació molt especialitzada, gens nutritiva i de difícil digestió. A finals de primavera, quan neixen els polls, s'alimenten principalment d'invertebrats.
La població cantàbrica presenta la particularitat de viure majoritàriament en boscos caducifolis, principalment en fagedes madures, potser amb alguns bedolls o roure de fulla gran, i sotabosc amb nabiu i boix-grèvol que són molt importants per a l’alimentació del gall fer.
És un ocell principalment boscà i terrestre, que prefereix desplaçar-se bo i caminant, tot i que quan vola ho fa d'una manera dirigida i potent, no semblant pas que pugui pesar de 3 a 3,5 kg. És tímid i recelós, i quan es desplaça, gairebé corrent pel bosc, es mostra àgil i silenciós.

## Reproducció
Cap a l'abril o maig comença l'època de zel. Ells galls i les gallines es reuneixen en determinats llocs d'exhibició col·lectiva, anomenats "cantaders" o "cantadors" que són coneguts tradicionalment en l'espai i en el temps. Els mascles de la rodalia s'exhibeixen, bo i efectuant el cant, els estufaments i les cerimònies rituals. L'estufament del mascle, quan canta, en un moment de màxima agitació sexual, és un dels fenòmens més vistosos que hom pot observar als boscos dels Pirineus. Malgrat això, també és el moment per a caçar-lo, aprofitant que resta privat de l'oïda. Els mascles dominants són polígams i s'aparellen amb tantes gallines del cantader com poden.
La femella fa una posta de 7 o 8 ous, en el terra del bosc, amagada dins dels arbusts. De la incubació i de la cura dels pollets, que són nidífugs, en té cura molt sol·lícita la femella.
Durant l'època de zel, no es estrany de trobar, a ple dia, algun mascle embogit, exhibint-se i atacant a qualsevol persona o animal que s'acosti al seu territori.

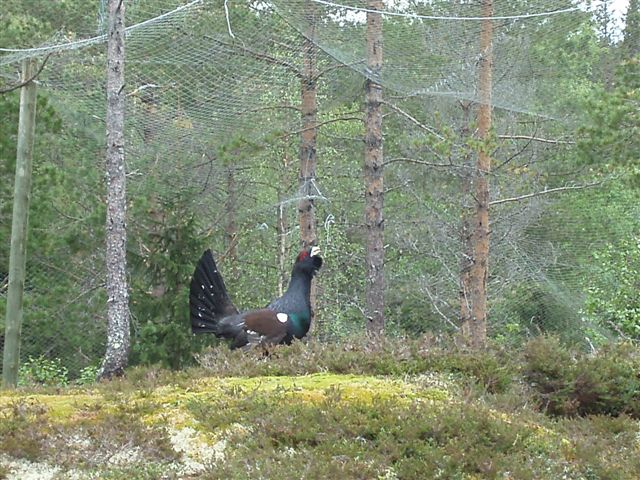
Exemplar fotografiat a Noruega
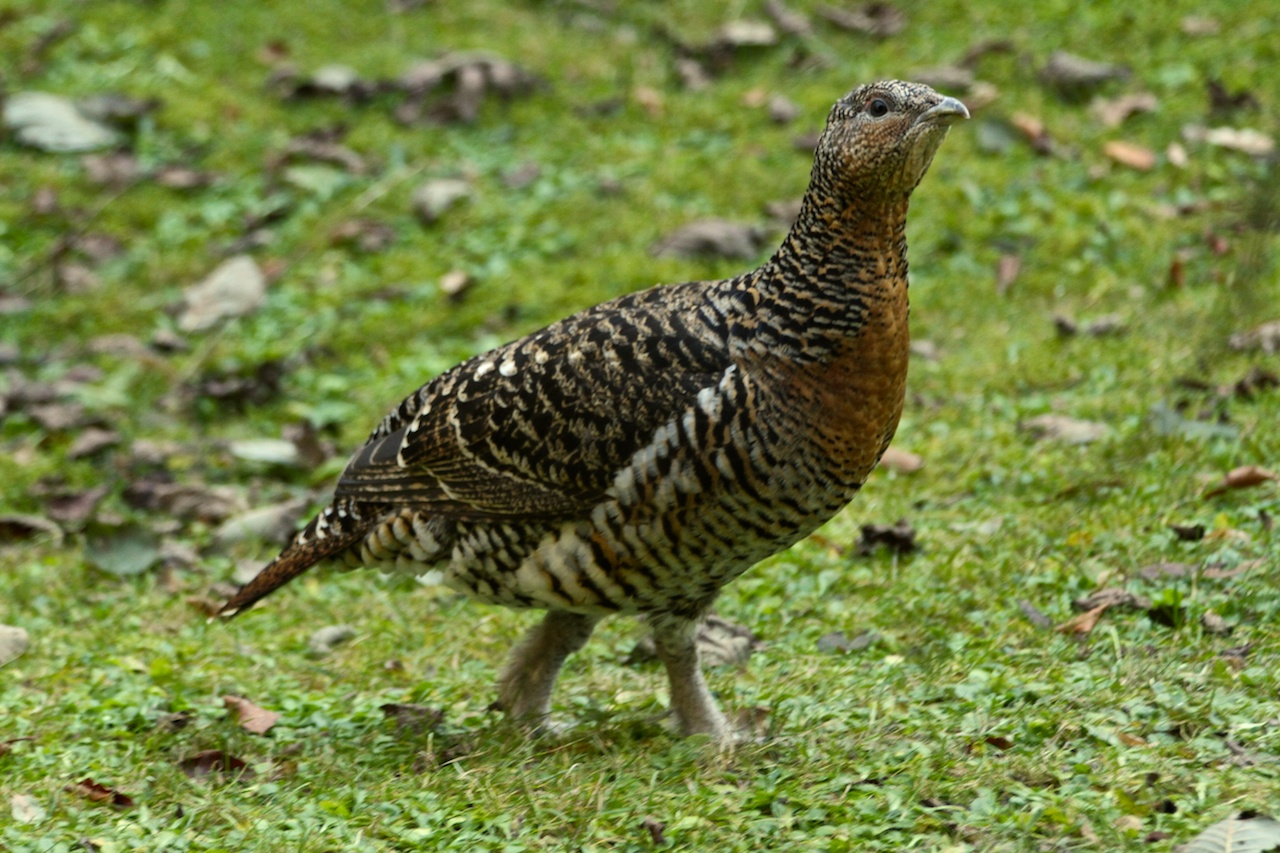
gallina fera a Europa Central
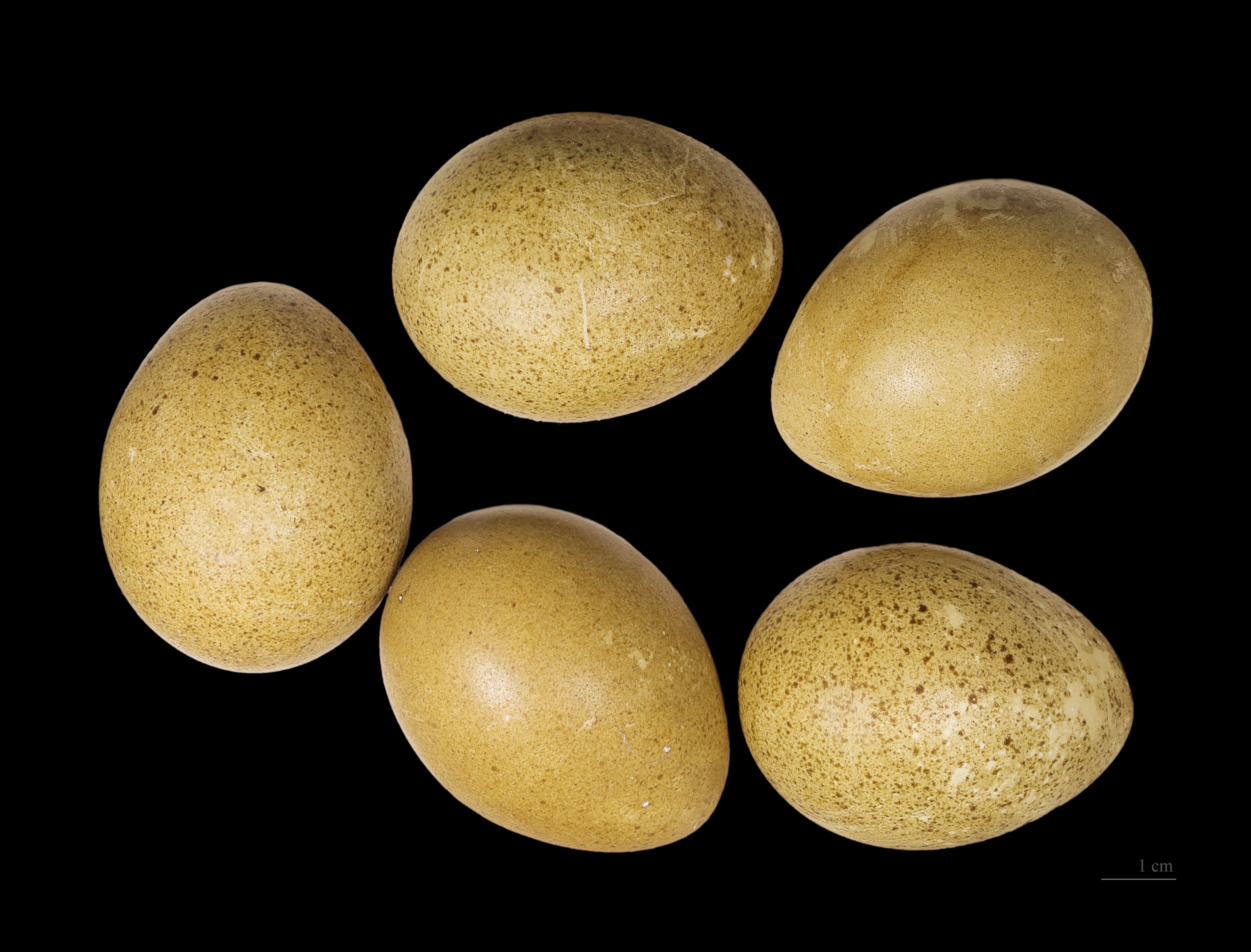
Ous
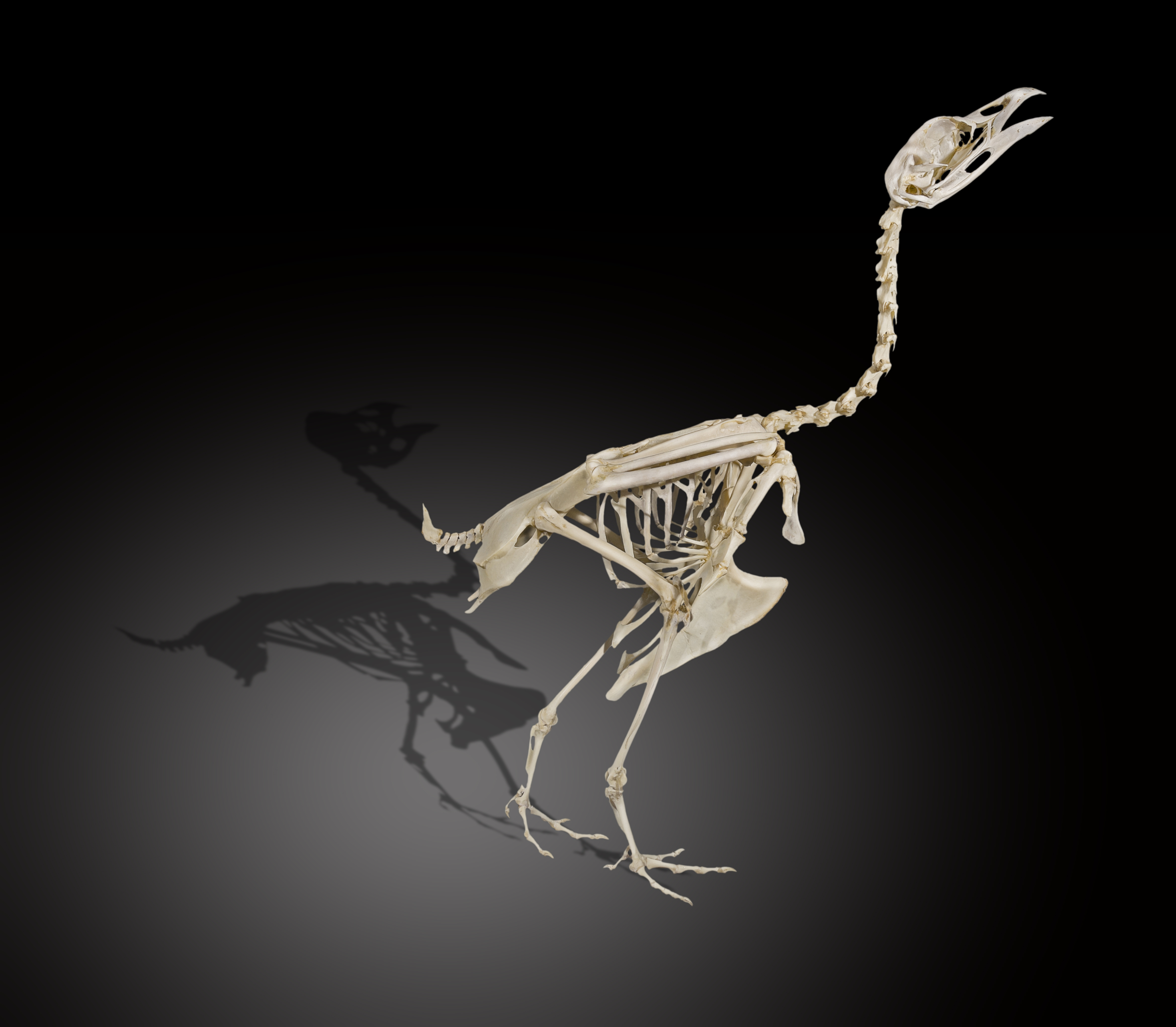
Esquelet de gall fer
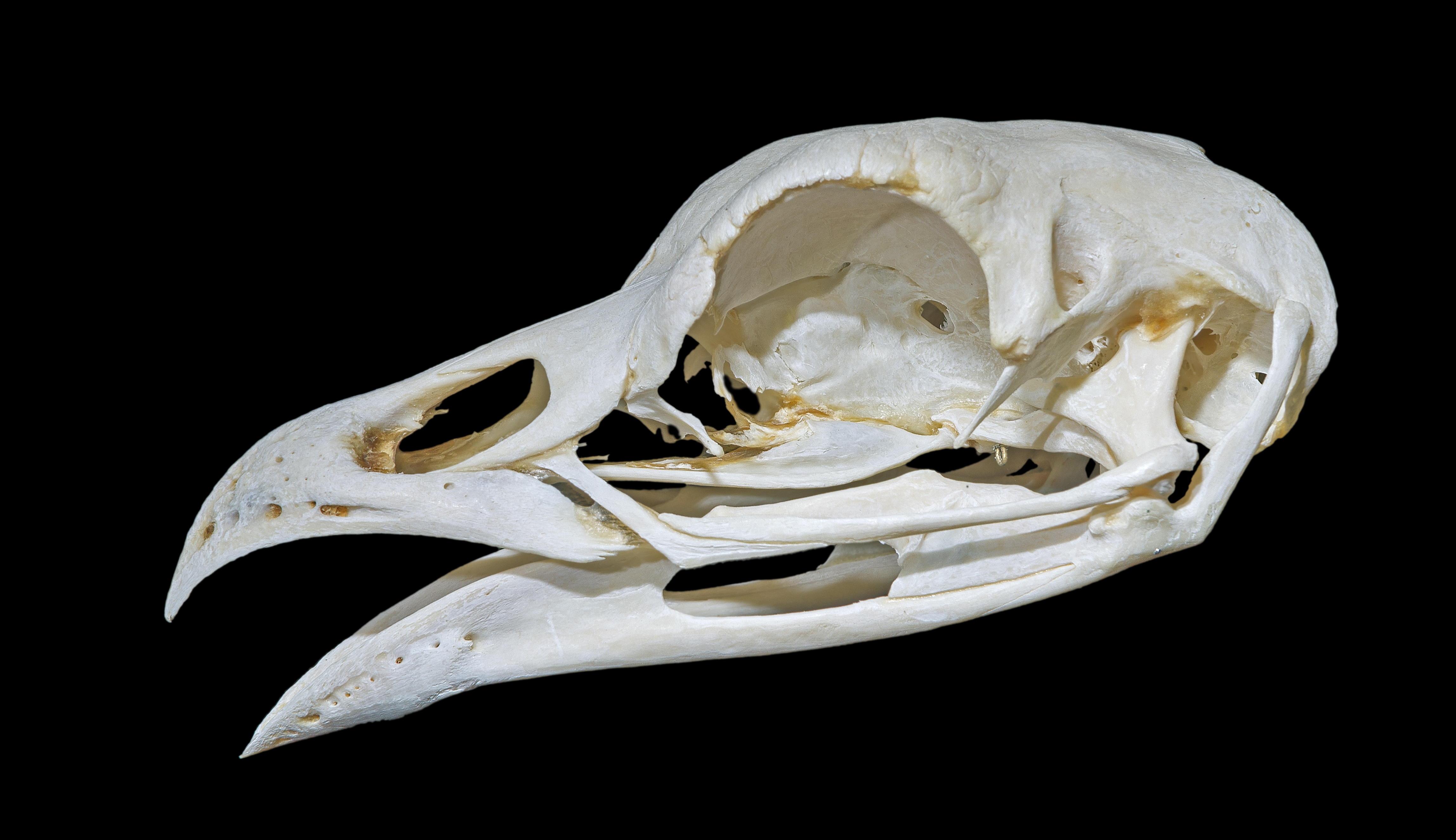
Crani de gall fer
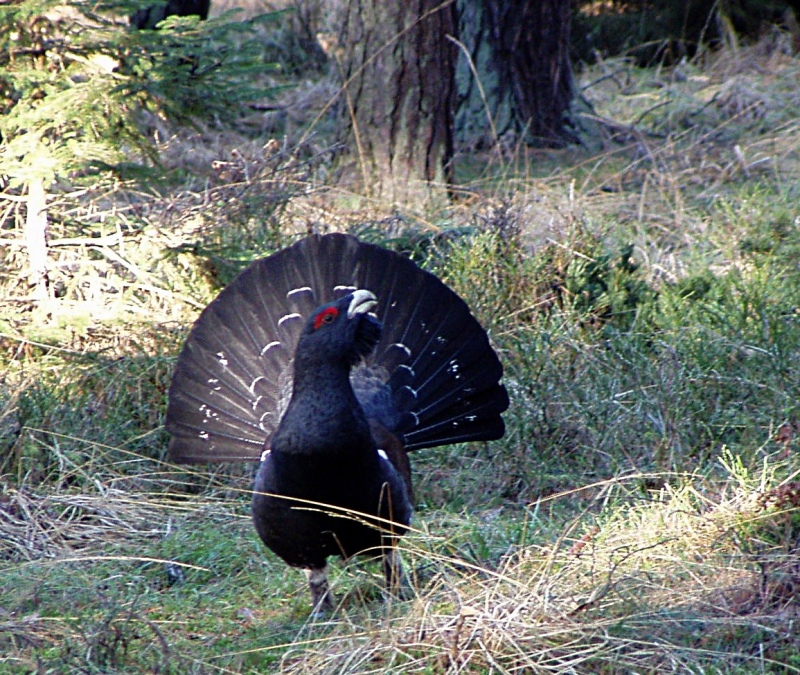
Exemplar fotografiat a Turíngia (Alemanya)
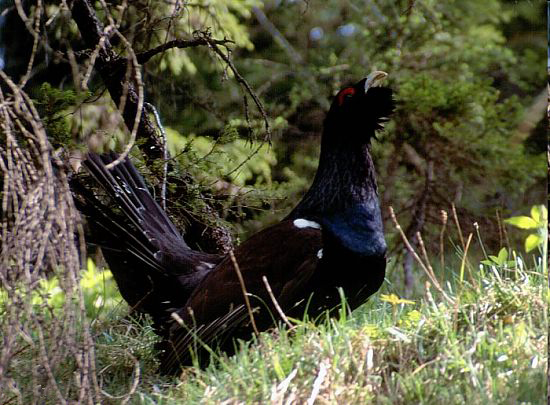
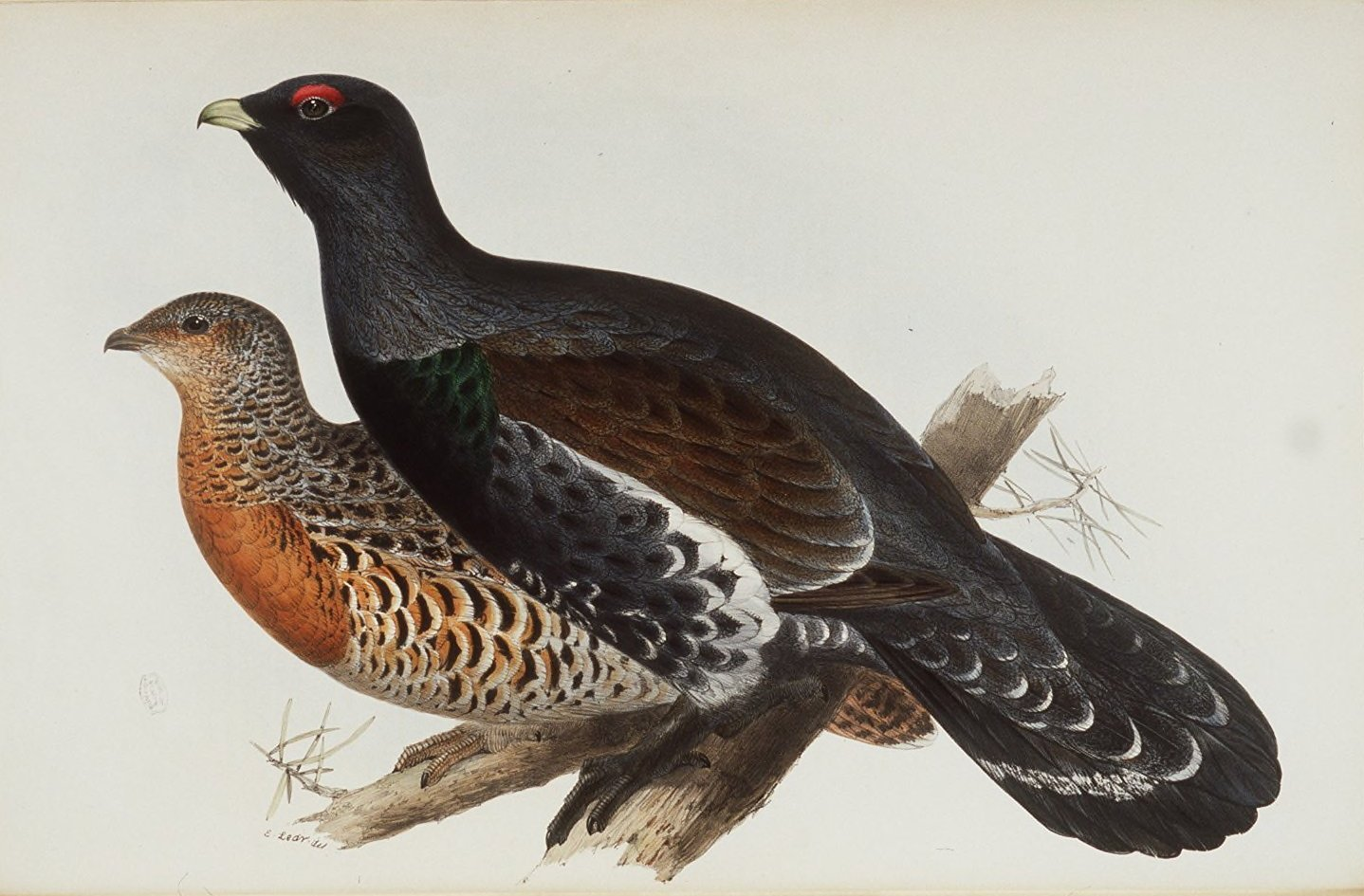

## Estat de conservació
En el conjunt de la seva àrea de distribució, el gall fer no està amenaçat i fins i tot es considera una espècie cinegètica. Les poblacions més meridionals presenten una realitat molt diferent.
El gall fer cantàbric (T.u. cantabricus) pateix una situació desesperada i, l’any 2018, va ser declarada com a espècie en "situació crítica".
L’any 2019 la seva població estimada no arribava als 200 exemplars, dels quals només unes 60 serien femelles i hi hauria uns 131 mascles. Des del 1978 la seva àrea de distribució s'ha reduït un 83% i la taxa de reclutament (el número de polls voladors que acompanyen a cada femella a finals d’estiu) presentava uns valors alarmants de 0,25 polls/femella.
A Catalunya, a la subespècie T.u aquitanicus no li van les coses gaire millor. El 20 de setembre de 2022 va ser inclosa dins de la categoria “en perill d’extinció” (fins llavors estava catalogada com a “vulnerable”). La població estimada no arribaria al miler d’exemplars. Es calcula que hi ha hagut un descens en el número de cantaders actius d’un 17%.
Els estudis realitzats entre els anys 2005 i 2025 han posat de manifest una reducció de la població de mascles del 33%.
El 13 de febrer de 2025 el Ministeri per a la Transició Ecològica i el Repte Demogràfic (MITECO) va aprovar l’Estratègia per a la conservació del gall fer a Espanya. Aquest document està elaborat pel Grup de Treball del gall fer on, sota la coordinació del MITECO, estan representades les comunitats autònomes implicades i el Consell General d'Aran,  a part dels tècnics especialistes en la matèria. L’objectiu és  bastir el marc tècnic que serveixi d’orientació pels plans d'actuació de les comunitats autònomes, responsables en darrer terme de la conservació de les espècies amenaçades.

## Amenaces i depredadors
Els galls fers són una presa preuada per tots els depredadors forestals: marta, fagina, guineu, astor o l'Àguila daurada poden caçar un adult jove sense majors complicacions. Les postes de la gallina i els pollets petits també poden ser depredades per altres ocells, rèptils o senglars. En aquestes circumstàncies, la millor defensa és estar sempre quiet i amatent i intentar passar desapercebut.
El fet de ser una espècie molt ben adaptada i especialista en els ecosistemes forestals de muntanya fa que també sigui molt sensible a les possibles alteracions del seu hàbitat. Els seus requeriments ambientals són força estrictes i cada vegada més difícils de trobar en uns boscos que, durant totes les èpoques de l’any, s'han anat convertint en el lloc de destí dels éssers humans com a indret d’esbarjo i contacte amb la natura.
El projecte Perifer ha elaborat uns fulletons didàctics on s'expliquen molt bé les pertorbacions que causa l’activitat humana en els boscos pirinencs(PV_Perifer_estovalles.pdf).

## Subespècies
- Tetrao urogallus aquitanicus (Ingram, 1915): Pirineus.[14][15]
- Tetrao urogallus cantabricus (Castroviejo, 1967): nord-oest d'Ibèria.[16][15]
- Tetrao urogallus karelicus: Finlàndia i Carèlia russa.[17][15]
- Tetrao urogallus kureikensis (Buturlin, 1927).[18]
- Tetrao urogallus lonnbergi: Península de Kola.[19] Península de Kola.[15]
- Tetrao urogallus major (C. L. Brehm, 1831): Europa central des dels Alps fins a Estònia.[20][15]
- Tetrao urogallus obsoletus: Europa del Nord i Rússia.[21][15]
- Tetrao urogallus pleskei: Belarús, Europa central i Rússia.[22][15]
- Tetrao urogallus rudolfi (Dombrowski, 1912): sud-est d'Europa, des de Bulgària fins a Ucraïna.[23][15]
- Tetrao urogallus taczanowskii (Stejneger, 1885): des de Sibèria fins al Massís de l'Altai i el nord-oest de Mongòlia..[24][15]
- Tetrao urogallus uralensis (Menzbier, 1887): Urals i Sibèria occidental.[25][15]
- Tetrao urogallus urogallus (Linnaeus, 1758): Escandinàvia i Escòcia (hi fou introduït l'any 1837).[26][15]
- Tetrao urogallus volgensis (Buturlin, 1907): sud-est d'Europa i Rússia.[27][15][28][3][29]